# Ocnița
Ocniţa (ryska: Окница) är en distriktshuvudort i Moldavien. Den ligger i distriktet Raionul Ocniţa, i den nordvästra delen av landet. Ocniţa ligger 220 meter över havet och antalet invånare är 9 325.
Orten består av två delar.
Terrängen runt Ocniţa är platt. Trakten runt Ocniţa består till största delen av jordbruksmark.